# Fischamend
Fischamend [fišamend] je město v Rakousku ve spolkové zemi Dolní Rakousy, spadající pod okres Bruck an der Leitha. Nachází se asi 19 km jihovýchodně od Vídně, v její širší aglomeraci. V roce 2018 zde žilo 5 583 obyvatel.
Západně od města se nachází mezinárodní letiště Vídeň, na severu kolem prochází dálnice A4. Skrz město vede lokální železniční trať Vídeň–Wolfsthal (příměstská linka S7). Nejbližšími jinými městy jsou Schwechat, Bruck an der Leitha a za Dunajem pak Groß-Enzersdorf a Orth an der Donau. 
Městem protéká řeka Fischa, která zde vytváří říční ostrov a odděluje od sebe městské jádro a předměstí Fischamend-Dorf (na levém břehu). Pod městem se stáčí ostře vpravo do dunajské nivy a následně se do Dunaje vlévá. Z toho pochází i název města, vzniklý ze základů Fischa a Mund (ústí).